# Автохтон (геологія)
Автохто́н (грец. αὐτός — «сам», χθών — «земля») — комплекс гірських порід, які залягають під поверхнею насуву і не зазнають значних горизонтальних переміщень із місця свого утворення, — на відміну від алохтону.